# Kunst im Tunnel

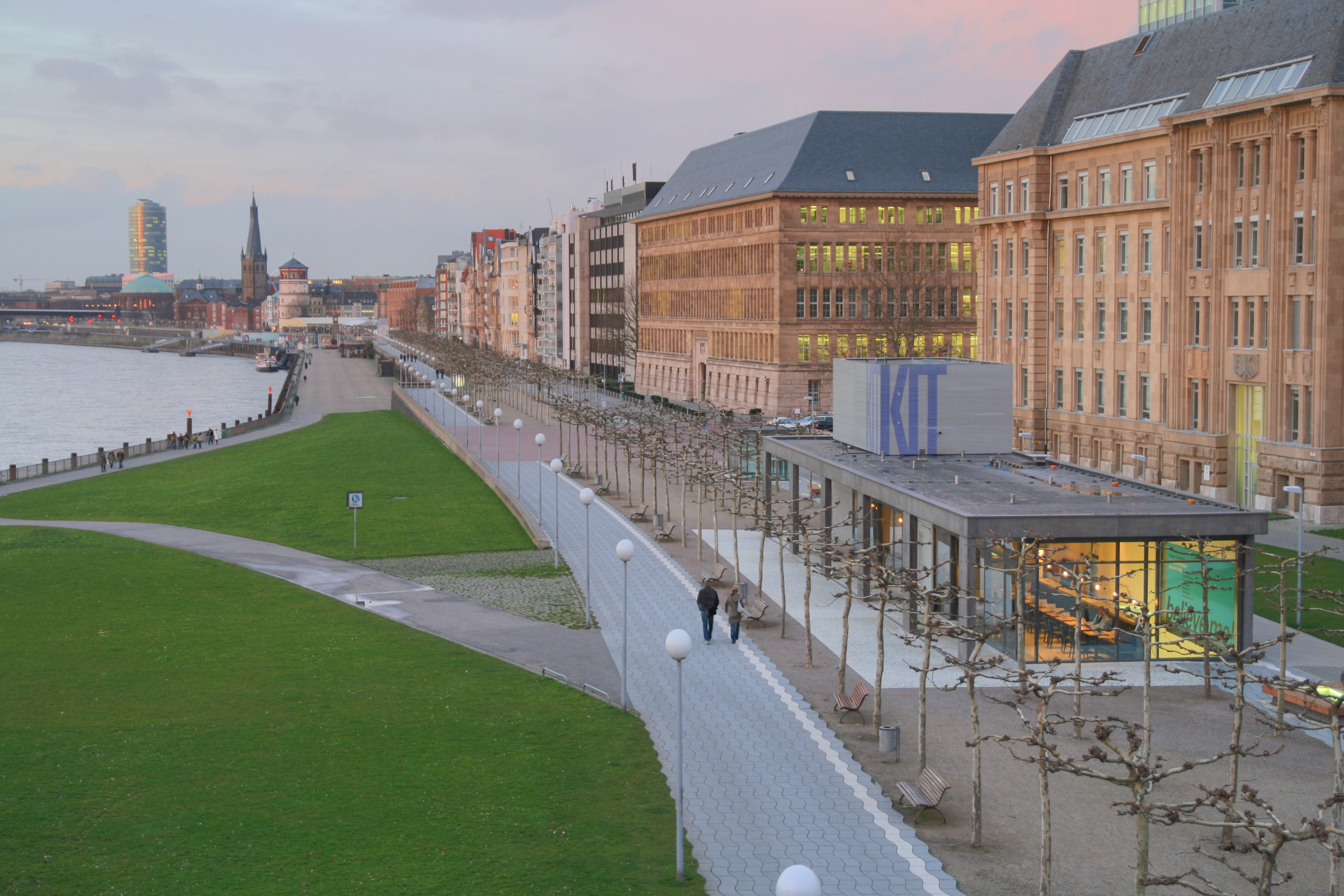
Eingangspavillon der KIT am Mannesmannufer, Rheinuferpromenade, Ansicht von der Rheinkniebrücke, im Februar 2008

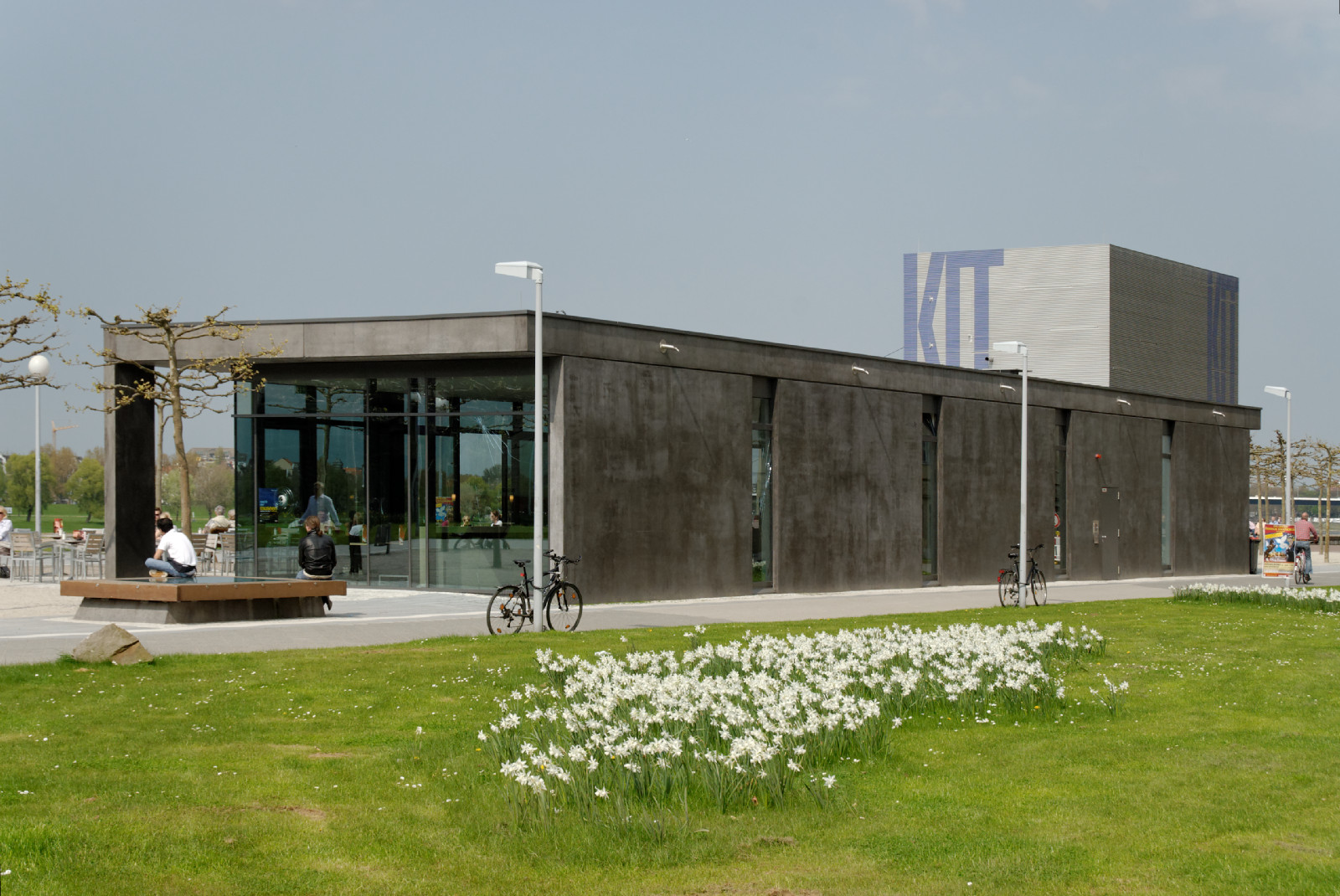
Eingangspavillon der KIT, Ansicht von Südosten, April 2009

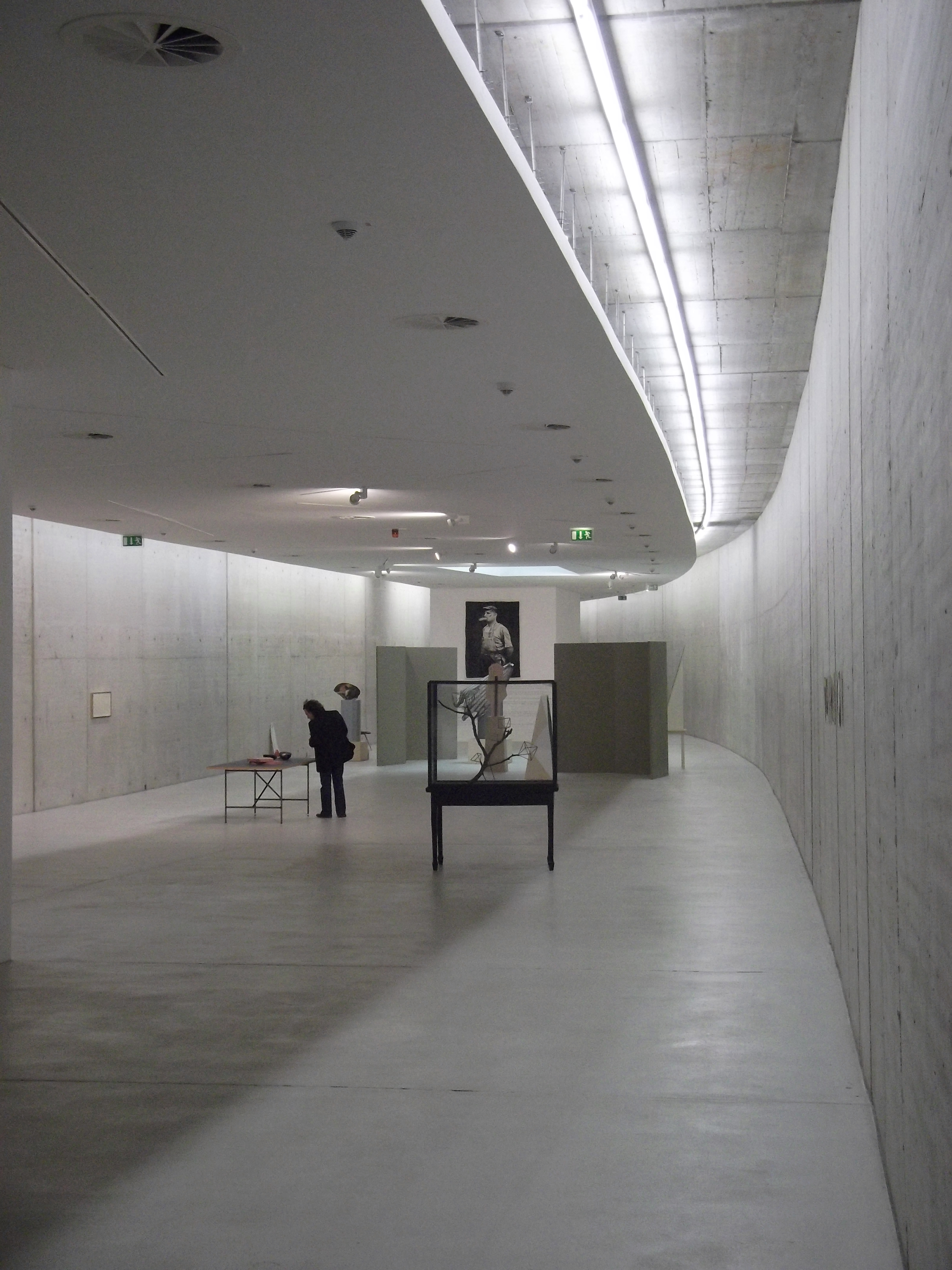
Unterirdischer Ausstellungsraum der KIT, 2011

KIT - Kunst im Tunnel ist ein unterirdisches Ausstellungshaus für zeitgenössische Kunst in Düsseldorf. Dabei handelt es sich um einen sogenannten Tunnelrestraum zwei Meter unterhalb der Rheinuferpromenade, der während des Baus des Rheinufertunnels entstand. Der Ausstellungsraum liegt in unmittelbarer Nähe des Landtags und der Rheinkniebrücke und wurde am 10. Februar 2007 eröffnet. Der Betrieb und die Organisation der Ausstellungen obliegt der Kunsthalle Düsseldorf. Künstlerische Leiterin ist Gertrud Peters.

## Architektur
Der neu errichtete Eingangspavillon auf der Rheinuferpromenade wurde nach einem Entwurf des Düsseldorfer Architekturbüros „Fritschi Architekten“ erbaut, das bereits die 1995 fertiggestellte Rheinuferpromenade gestaltete. Das 130 m² große Gebäude wurde zum Rhein hin verglast und beinhaltet ein kleines Bistro. Eine Treppe und ein Behindertenaufzug führen in den 888 m² großen unterirdischen Ausstellungsbereich hinab, der zwischen den beiden Tunnelröhren für den Autoverkehr liegt. Der leicht geschwungene Tunnelraum ist 140 Meter lang und – spitz zulaufend – zwischen acht und einem Meter breit. Zur Oberfläche hin sind zwei mit Panzerglas versehene Lichtschächte geschaffen worden.

## Konzept
KIT - Kunst im Tunnel ist für Ausstellungen zeitgenössischer Kunst vorgesehen und soll die Düsseldorfer Ausstellungslandschaft gezielt ergänzen. Es werden vor allem Werke junger Künstler, Absolventen der Kunstakademie Düsseldorf, aber auch von Trägern des Düsseldorfer Kunstpreises gezeigt. Geplant werden vier Ausstellungen pro Jahr. Bereits 2005 wurde mit der Akademie-Galerie in den Räumen der ehemaligen Kunstgewerbeschule am Burgplatz Ausstellungsräume für Professoren der Kunstakademie eingerichtet. Lange vor dem jetzigen Umbau hatten erstmals 1994 die Künstler Jost Wischnewski und Jan Verbeek in diesem Tunnelrestraum aufwendige Installationen unter dem Titel LOS 2 präsentiert.

## Ausstellungen (Auswahl)
- 2023 RAW mit Ulrike Kazmaier, Dylan Paquet, Sabrina Podemski, Johannes Raimann, Moritz Riesenbeck
- 2021/2022 Stipendium Vordemberge-Gildewart 2021 mit Eliza Ballesteros, Paul Czerlitzki, Nicholas Grafia & Mikołaj Sobczak, Frieder Haller, Alesha Klein, Björn Knapp, Harkeerat Mangat, Mira Mann, Donja Nasseri, Murat Önen, Linda Skellington und Ji hyung Song, kuratiert von Gertrud Peters, Co-Kuratorin Nantje Wilke
- 2021 desto weiß ich doom zu sein. Junge Kunst aus Münster mit Sujin Bae, Ilsuk Lee, Valentino Magnolo, Irina Martyshkova und Yoana Tuzharova, kuratiert von Gertrud Peters
- 2021 Silke Schönfeld. Über alles vernünftige Maß hinaus, kuratiert von Gertrud Peters
- 2020/2021 Olymp mit Matthias Lars Anders, Matthias Danberg, Kirill Ivlev, Peter Karpinski, Jörg Michael Kratz, Henrik Löpmeier, Eva Sofie Lonken, Isabel Schober, Michelle Tophinke, Yasin Wörheide, Marvin Wunderlich, kuratiert von Michael Ofen
- 2020 Yann Annicchiarico: Diener zweier Herren, Céline Offermans